# فرودگاه کیمو یودو
فرودگاه کیمو یودو (به لاتین: Qiemo Yudu Airport) یک پروازگاه و پروازگاه ترافیک تجاری در چین است که در سین‌کیانگ واقع شده‌است.